# Imre Waldbauer

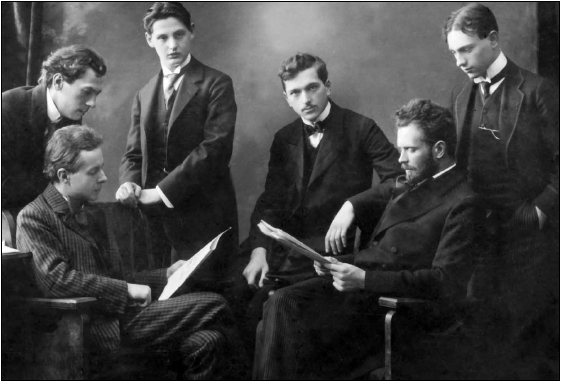
Aladár Székely: Das Waldbauer-Quartett mit Imre Waldbauer (2. von links) und sitzend: Bartók und Kodály (1910)

Imre Waldbauer (* 3. März 1892 in Budapest, Österreich-Ungarn; † 5. Dezember 1952 in Iowa City) war ein ungarischer Violinist und Musikpädagoge.
Waldbauer war Schüler von Jenő Hubay. Er lebte bis 1945 in Ungarn, betätigte sich als Violin- und Bratschenlehrer an der Musikakademie Budapest und gründete mit dem Cellisten Jenő Kerpely 1910 das Waldbauer-Kerpely-Quartett (Hungarian String Quartet), das bis 1945 aktiv war. Als Freund von Béla Bartók, Zoltán Kodály und Ernst von Dohnányi spielte er Uraufführungen vieler ihrer Violinwerke und war mit seinem Quartett ein bedeutender Interpret ihrer Kammermusik. 1945 übersiedelte er in die USA, wo er bis zu seinem Tod an der University of Iowa unterrichtete. Zu seinen Schülern zählten u. a. Paul Rolland, Kató Havas, Vilmos Tátrai, Robert Gerle und Dénes Zsigmondy.